# Hal Ashby
William Hal Ashby (ur. 2 września 1929 w Ogden, zm. 27 grudnia 1988 w Malibu) – amerykański reżyser i montażysta filmowy. 
Zdobywca Oscara za najlepszy montaż dramatu Normana Jewisona W upalną noc (1967).

## Życiorys
Urodził się w Ogden w Utah w rodzinie mormonów Kościoła Jezusa Chrystusa Świętych w Dniach Ostatnich jako najmłodszy z czwórki dzieci Eileen Irety (z domu Hetzler) i Jamesa Thomasa Ashby’ego, właściciela farmy mlecznej. Miał siedem lat, kiedy jego rodzice rozwiedli się w 1936, po czym jego ojciec ponownie się ożenił. Dorastał w Logan i Portland, gdzie jego matka, pasjonatka gotowania, otworzyła restaurację. Wkrótce rodzina powróciła do Ogden, gdzie Ashby mieszkał głównie ze swoim ojcem. Kiedy Ashby miał 12 lat, jego ojciec popełnił samobójstwo. Rozwód rodziców i samobójstwo ojca doprowadziły do trudności w szkole średniej i w ostatnim roku nauki został wyrzucony.
Po wykonaniu serii dorywczych prac, Ashby pojechał autostopem do Los Angeles, gdzie w latach 1950–51 był operatorem wielowarstwowej prasy drukarskiej w Universal Studios. Na początku lat 50. pracował w drukarni plakatów studia Republic, a następnie został asystentem montażysty takich reżyserów, jak William Wyler – Przyjacielska perswazja (1956) i Biały Kanion (1958) i George Stevens Pamiętnik Anny Frank (1959) i Opowieść wszech czasów (1965). Jako montażysta Ashby pracował z Tonym Richardsonem przy komedii Nieodżałowani (1965) oraz z Normanem Jewisonem przy Cincinnati Kid (1965), Rosjanie nadchodzą (1966; nominacja do Oscara) i W upalną noc (1967), zdobywając Oscara za pracę nad tym ostatnim filmem.
Za realizację komediodramatu Harold i Maude (1971) otrzymał nagrodę dla najlepszego filmu na Festiwalu Filmowym w Valladolid. Za reżyserię dramatu wojennego Powrót do domu (1978) z Jane Fondą był nominowany do Oscara za najlepszą reżyserię, Złotej Palmy na 31. MFF w Cannes i Złotego Globu dla najlepszego reżysera. 
Zmarł 27 grudnia 1988 w swoim domu w Malibu w Kalifornii w wieku 59 lat po zdiagnozowaniu u niego raka trzustki, który szybko rozprzestrzenił się na jego płuca, okrężnicę i wątrobę.

## Filmografia

### Reżyseria

#### Filmy
- 1970: Właściciel (The Landlord)
- 1971: Harold i Maude (Harold and Maude)
- 1973: Ostatnie zadanie (The Last Detail)
- 1975: Szampon (Shampoo)
- 1976: By nie pełzać na kolanach (Bound For Glory)
- 1978: Powrót do domu (Coming Home)
- 1979: Wystarczy być (Being There) na podstawie powieści Jerzego Kosińskiego
- 1981: Second-Hand Hearts
- 1982: Szukając wyjścia (Lookin' to Get Out)
- 1982: Let's Spend the Night Together
- 1984: Solo Trans
- 1985: Nie wszystko dla miłości (The Slugger's Wife)
- 1986: 8 milionów sposobów, aby umrzeć (8 Million Ways to Die)

#### Seriale
- 1987-1988: Beverly Hills Buntz
- 1988: Jake's Journey

### Aktor
- 1971: Harold i Maude – Mężczyzna wypowiadający się dla telewizji
- 1973: Ostatnie zadanie – Mężczyzna w biurze „Washington Post”
- 1979: Wystarczy być – Brodaty mężczyzna w barze w scenie z dartami
- 1982: Szukając wyjścia – Brodaty mężczyzna w parku rozrywki oglądający model pociągu

### Montaż
- 1965: Cincinnati Kid
- 1966: Rosjanie nadchodzą
- 1967: W upalną noc
- 1968: Sprawa Thomasa Crowna
- 1969: Ale zabawa

### Producent
- 1976: The Stronger